# Dordji Banzarov
Dordji Banzarov ou Dorži Banzarov (Bouriate cyrillique : Доржи́ Банза́ров, 1822 — 1855) est un historien et chamanologue bouriate. À l'université de Kazan, sous le rectorat de   Nikolaï Ivanovitch Lobatchevski, l'accès était ouvert aux non-Russes, notamment Tatars et Bouriates. Lobatchevski favorisait aussi le développement des études orientales au sein de l'école orientaliste de Kazan. Dordji Banzarov est le premier Bouriate à y avoir étudié de 1842 à 1846, après avoir terminé le gymnase de Kazan
.